# インセプション (芸能事務所)
株式会社インセプション（Inception）は、モデル・俳優・マネジメント・育成、キャスティング、映像製作及び企画、スタジオ運営、ビジョン広告などを行う日本の芸能事務所である。

## 略歴
- 2018年　タレントキャスティング、タレント育成開始
- 2019年　レンタルスタジオ開始
- 2020年　YouTubeドラマ制作、プロデュース配信
- 2021年　キャスティング事業開始
- 2021年　ビジョン広告開始

## 所属俳優
- 浅井棕介
- 田中翔太
- 椿克之
- 荒井鈴奈
- 遠藤しおり
- 大宮愛加
- おかっち
- 小暮あき
- 菅原由香
- 夏川日菜
- 望月ミキ
- 吉田リサ